# Ellakuotsajärvi
Ellakuotsajärvi är varandra näraliggande sjöar i Kiruna kommun i Lappland som ingår i Torneälvens huvudavrinningsområde. Ellakuotsajärvi ligger i Torneträsk-Soppero fjällurskog Natura 2000-område.
- Ellakuotsajärvi (Jukkasjärvi socken, Lappland, 755476-174351), sjö i Kiruna kommun, 67°58′47″N 21°37′42″Ö / 67.9796°N 21.6282°Ö (11,3 ha)
- Ellakuotsajärvi (Jukkasjärvi socken, Lappland, 755905-174465), sjö i Kiruna kommun, 68°01′06″N 21°39′45″Ö / 68.0184°N 21.6625°Ö (4,59 ha)